# Ron Fanuatanu
Pas d'image ? Cliquez ici

a Compétitions nationales et continentales officielles uniquement.

b Matchs officiels uniquement.
Dernière mise à jour le 19 août 2018.
Ron Fanuatanu, né le 7 juillet 1982 à Apia (Samoa), est un joueur de rugby à XV, qui joue avec l'équipe des Samoa, évoluant au poste d'ailier (1,83 m pour 90 kg).

## Carrière

### En club
- Marist Saint Joseph's  Nouvelle-Zélande
- 2005 : Northland  Nouvelle-Zélande

### En équipe nationale
Ron Fanuatanu a eu sa première cape internationale le 20 juin 2003, à l’occasion d’un match contre l'équipe d'Irlande.
Il joue également avec l'équipe des Samoa de rugby à sept, et participe notamment à la coupe du monde 2001. 

## Palmarès
- 2 sélections avec  l'équipe des Samoa
- 1 essai
- 5 points
- Sélections par année : 2 en 2003
- Participation à la Coupe du monde de rugby 2003 (1 match, 1 comme titulaire).